# 吉尼尔能源
吉尼尔能源（英語：Genel Energy）是一家石油公司，成立于2011年，注册办事处設於泽西岛，另在土耳其设有办事处，在伦敦证券交易所上市。吉尼尔能源在伊拉克库尔德斯坦开展勘探和生产业务，并计划将其业务扩展到其他中东和北非国家。该公司拥有六项产品（包括Taq Taq、Tawke和Chia Surkh油田）分成合同的权利。
吉尼尔能源公司的成立緣由為托尼·海沃德领导的投资公司Vallares反向收购土耳其Genel Enerji。Vallares由托尼·海沃德、金融家Nat Rothschild和银行家Julian Metherell创立，Genel Enerji由Mehmet Emin Karamehmet通过Çukurova集团（56％）和Mehmet Sepil家族（44％）控制。2009年，Genel Enerji计划与Heritage Oil合并，但该交易随后崩溃。